# Aperusia punctistriata
Aperusia punctistriata là một loài bướm đêm trong họ Geometridae.